# Остров Ратманова
О́стров Ратма́нова (англ. Big Diomede, переводится «Большой Диомид», местные названия чук. Имэлин, инуитск. Imaqliq — «окружённый водой») — остров в составе островов Диомида в Беринговом проливе, самая восточная точка территории России.
Административно относится к Чукотскому району Чукотского автономного округа. Постоянное население на острове отсутствует, здесь размещена база российских пограничников.
Назван в честь русского мореплавателя М. И. Ратманова.

## География
Высшая точка — гора Крыша, 505 метров. Находится немного южнее географического центра острова.
Глубины у побережья достигают 43 метров.
Побережье скалистое, в глыбовых осыпях, с узкой полосой прибрежного пляжа, лишь северный берег относительно пологий. Там же расположена полярная станция. Имеется несколько рек, две из них текут от центра острова на север, одна течёт от вершины горы Крыша на юго-восток. Протяжённость острова с севера на юг составляет 8,7 км, с востока на запад — 4,7 км. Пограничная застава вместе с полярной станцией размещаются в северной части острова Ратманова между мысом Скалистым и падью Пограничной. Протяженность пади Пограничной около 3 км.
От острова Ратманова до побережья Чукотки 35,68 км. Крайняя северная точка острова — мыс Всадник, восточнее которой находится мыс Скалистый. Самая южная точка острова — мыс Южный.
В прямой видимости от острова расположен меньший остров, остров Крузенштерна, принадлежащий США.
По центру пролива между островами проходит государственная морская граница России и США, которая образовалась после продажи Аляски. По этому проливу проходит линия перемены дат: на острове Ратманова начинаются сутки, а на острове Крузенштерна — заканчиваются.
Инфраструктура острова относительно развита, имеется полярная станция, погранзастава и множество различных строений на побережье и южнее центра острова. 

## Исторические сведения
Впервые европейцами остров был посещён экспедицией Семёна Дежнёва, о чём есть письменный доклад от 15 апреля 1655 года.
Летом 1728 года к острову подошёл Витус Беринг, который дал ему название Большой Диомид — в честь святого, в день которого, 16 августа, экспедиция прибыла к острову. Спустя четыре года И. Фёдоровым и М. С. Гвоздевым он был нанесён на карту. До этого остров местными эскимосами назывался Имаклъик (чукот. адап. Имэлин) — «окружённый морем». Здесь находились два поселения — Кунга и Имаклик с населением ок. 400 человек.

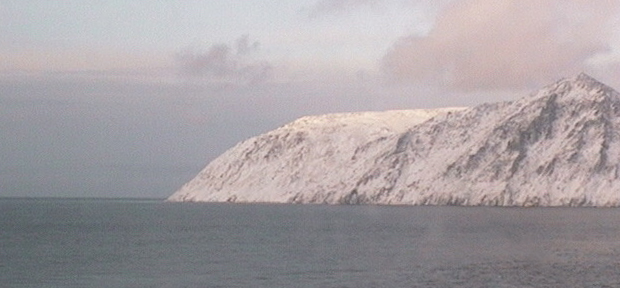
Вид со стороны острова Крузенштерна

В 1816 году русский полярный исследователь Отто Коцебу, исследуя Берингов пролив, ошибочно обнаружил ещё один остров в архипелаге трёх островов Диомида, который назвал по имени своего сослуживца — офицера Макара Ратманова, участника предыдущей морской экспедиции. Когда ошибка была обнаружена, название было перенесено на один из островов архипелага Диомида.
30 марта 1867 года продажа Аляски Соединённым Штатам разделила архипелаг на две части: по проливу между двумя островами прошла морская российско-американская граница.
С 1916 года вследствие слабой охраны северных границ на острове незаконно действовала американская фактория, которая не выплачивала таможенных пошлин. В сентябре 1925 года к острову Ратманова прибыл пограничный сторожевой корабль «Воровский», после чего американцы были вынуждены покинуть советскую территорию. В 1941 году на острове была создана погранзастава.
С 1905 по 1933 годы с острова Ратманова происходила постепенная миграция коренных жителей на соседний — американский остров Крузенштерна. Жители существовавшего на севере острова поселения Кунга полностью переселились на Малый Диомид с 1905 по 1915 годы. С началом холодной войны, в 1948 году усилиями советской стороны оставшиеся жители (около 30 человек из поселения Имаклик, находившегося на юге острова) были принудительно переселены на материковую часть Чукотки, в посёлок Наукан, который также через десять лет был расселён в рамках политики «укрупнения».
В 2005 году на самой высокой сопке острова (гора Крыша) был воздвигнут семиметровый православный крест, который хорошо виден жителям соседней Аляски и кораблям, проходящим через Берингов пролив.
В сентябре 2016 года остров посетил Патриарх Московский и всея Руси Кирилл.
В разное время через остров планировалось прохождение тоннеля, который соединит Евразию и Северную Америку.

## Память
В 2020 году, в честь 75-летия Победы в Великой Отечественной войне, на самой восточной пограничной заставе в России — на «Ратманова» — открыт мемориал, посвящённый первым пограничникам, которые ещё в 1925 году «удалили американцев на свою территорию». Мемориальную доску изготовил общественный совет при Хабаровском ВООПИиК и передал в дар пограничникам Чукотки — Службе в Анадыре Пограничного управления ФСБ России по восточному арктическому району. Официально погранзастава «Ратманова» («Св. Диомид») создана 1 июля 1941 года.

## Фауна
На острове Ратманова расположен один из крупнейших в регионе птичьих базаров, всего отмечено 11 видов морских птиц общей численностью свыше 4 млн особей. В июне 1976 года здесь наблюдался охристый колибри — единственный вид колибри, залёт которого зарегистрирован в России.
На острове находится крупное лежбище моржей, в прибрежной акватории происходят массовые миграции серого кита.

## Фильмография
- Остров (2001) — документальный фильм об острове Ратманова[17]
- Ёлки 3 (2013) — новогодняя кинокомедия  Тимура Бекмамбетова, часть действий которой происходит на острове Ратманова.

## Топографические карты
- Лист карты Q-2-XXIII,XXIV о-ва Диомида. Масштаб: 1 : 200 000. Состояние местности на 197? год.